# Copa América 1937
De Copa América 1937 (eigenlijk Zuid-Amerikaans voetbalkampioenschap 1937, want de naam Copa América wordt pas vanaf 1975 gedragen) was een toernooi gehouden in Buenos Aires, Argentinië van 27 december 1936 tot 1 februari 1937.
De deelnemende landen waren Argentinië, Brazilië, Chili, Paraguay, Peru en Uruguay, zodat dit het eerste toernooi werd met meer dan vijf deelnemers.
Bolivia en het nieuwe (toen) CONMEBOL-lid Colombia trokken zich terug.

## Deelnemende landen
| Land           | Aantal deelnames | Huidig aantal deelnames op rij | Vorige deelname |
| -------------- | ---------------- | ------------------------------ | --------------- |
| Argentinië (g) | 14de             | 14                             | 1929            |
| Brazilië       | 9de              | 1                              | 1925            |
| Chili          | 9de              | 2                              | 1935            |
| Peru           | 4de              | 4                              | 1935            |
| Paraguay       | 8ste             | 1                              | 1929            |
| Uruguay (t)    | 13de             | 5                              | 1935            |

- (g) = gastland
- (t) = titelverdediger

## Speelsteden
| Buenos Aires                                  | · Buenos Aires |
| Estadio Gasómetro de Boedo Capaciteit: 75.000 | · Buenos Aires |
|                                               | · Buenos Aires |
| Buenos Aires                                  | · Buenos Aires |
| Estadio Alvear y Tagle Capaciteit: 40.000     | · Buenos Aires |
|                                               | · Buenos Aires |

## Scheidsrechters
De organisatie nodigde in totaal 5 scheidsrechters uit voor 16 duels. Tussen haakjes staat het aantal gefloten duels tijdens de Copa América 1937.

## Groepsfase

### Eindstand
| Land       | Wed | Win | Gel | Ver | DV | DT | +/− | Pnt |
| ---------- | --- | --- | --- | --- | -- | -- | --- | --- |
| Brazilië   | 5   | 4   | 0   | 1   | 17 | 9  | +8  | 8   |
| Argentinië | 5   | 4   | 0   | 1   | 12 | 5  | +7  | 8   |
| Uruguay    | 5   | 2   | 0   | 3   | 11 | 14 | –3  | 4   |
| Paraguay   | 5   | 2   | 0   | 3   | 8  | 16 | –8  | 4   |
| Chili      | 5   | 1   | 1   | 3   | 12 | 13 | –1  | 3   |
| Peru       | 5   | 1   | 1   | 3   | 7  | 10 | –3  | 3   |

### Wedstrijden
Elk land moest één keer tegen elk ander land spelen. De puntenverdeling was als volgt:
- Twee punten voor winst
- Één punt voor gelijkspel
- Nul punten voor verlies

|                                     |                                      |       |                                 |                                                                |
| 27 december 1936 «onderlinge duels» | Brazilië                             | 3 – 2 | Peru                            | Estadio Gasómetro, Buenos Aires Scheidsrechter: Alfredo Vargas |
| 27 december 1936 «onderlinge duels» | Roberto 7' Afonsinho 30' Niginho 57' |       | T. Fernández 55' Villanueva 58' | Estadio Gasómetro, Buenos Aires Scheidsrechter: Alfredo Vargas |

|                                     |                  |       |          |                                                               |
| 30 december 1936 «onderlinge duels» | Argentinië       | 2 – 1 | Chili    | Estadio Gasómetro, Buenos Aires Scheidsrechter: Aníbal Tejada |
| 30 december 1936 «onderlinge duels» | Varallo 30', 43' |       | Toro 73' | Estadio Gasómetro, Buenos Aires Scheidsrechter: Aníbal Tejada |

|                                   |                                                             |       |                 |                                                                           |
| 2 januari 1937 «onderlinge duels» | Paraguay                                                    | 4 – 2 | Uruguay         | Estadio Gasómetro, Buenos Aires Scheidsrechter: Virgílio Antônio Fedrighi |
| 2 januari 1937 «onderlinge duels» | A. Ortega 9' A. González 35' Erico 38' (pen.) A. Ortega 79' |       | Varela 16', 28' | Estadio Gasómetro, Buenos Aires Scheidsrechter: Virgílio Antônio Fedrighi |

|                                   |                                                                 |       |                                        |                                                                            |
| 3 januari 1937 «onderlinge duels» | Brazilië                                                        | 6 – 4 | Chili                                  | Estadio Alvear y Tagle, Buenos Aires Scheidsrechter: José Bartolomé Macías |
| 3 januari 1937 «onderlinge duels» | Patesko 2', 26' Carvalho Leite 6' Luizinho 35', 40' Roberto 68' |       | Avendaño 19' Toro 25', 73' Riveros 40' | Estadio Alvear y Tagle, Buenos Aires Scheidsrechter: José Bartolomé Macías |

|                                   |                                       |       |                                 |                                                               |
| 6 januari 1937 «onderlinge duels» | Uruguay                               | 4 – 2 | Peru                            | Estadio Gasómetro, Buenos Aires Scheidsrechter: Aníbal Tejada |
| 6 januari 1937 «onderlinge duels» | Camaití 16' Varela 31', 56' Píriz 79' |       | T. Fernández 29' Magallanes 40' | Estadio Gasómetro, Buenos Aires Scheidsrechter: Aníbal Tejada |

|                                   |                                                 |       |                 |                                                                |
| 9 januari 1937 «onderlinge duels» | Argentinië                                      | 6 – 1 | Paraguay        | Estadio Gasómetro, Buenos Aires Scheidsrechter: Alfredo Vargas |
| 9 januari 1937 «onderlinge duels» | Scopelli 5', 54' García 8' Zozaya 33', 75', 82' |       | A. González 86' | Estadio Gasómetro, Buenos Aires Scheidsrechter: Alfredo Vargas |

|                                    |         |                                 |       |                                                                       |
| 10 januari 1937 «onderlinge duels» | Uruguay | 0 – 3                           | Chili | Estadio Gasómetro, Buenos Aires Scheidsrechter: José Bartolomé Macías |
| 10 januari 1937 «onderlinge duels» |         | Toro 17' Arancibia 59' Toro 83' |       | Estadio Gasómetro, Buenos Aires Scheidsrechter: José Bartolomé Macías |

|                                    |                                                       |       |          |                                                                       |
| 13 januari 1937 «onderlinge duels» | Brazilië                                              | 5 – 0 | Paraguay | Estadio Gasómetro, Buenos Aires Scheidsrechter: José Bartolomé Macías |
| 13 januari 1937 «onderlinge duels» | Patesko 31', 67' Luizinho 42', 51' Carvalho Leite 59' |       |          | Estadio Gasómetro, Buenos Aires Scheidsrechter: José Bartolomé Macías |

|                                    |            |       |      |                                                               |
| 16 januari 1937 «onderlinge duels» | Argentinië | 1 – 0 | Peru | Estadio Gasómetro, Buenos Aires Scheidsrechter: Aníbal Tejada |
| 16 januari 1937 «onderlinge duels» | Zozaya 55' |       |      | Estadio Gasómetro, Buenos Aires Scheidsrechter: Aníbal Tejada |

|                                    |                                        |       |              |                                                               |
| 17 januari 1937 «onderlinge duels» | Paraguay                               | 3 – 2 | Chili        | Estadio Gasómetro, Buenos Aires Scheidsrechter: Aníbal Tejada |
| 17 januari 1937 «onderlinge duels» | Amarilla 5' Flor 47' Núñez Velloso 78' |       | Toro 8', 32' | Estadio Gasómetro, Buenos Aires Scheidsrechter: Aníbal Tejada |

|                                    |                                          |       |                          |                                                                       |
| 19 januari 1937 «onderlinge duels» | Brazilië                                 | 3 – 2 | Uruguay                  | Estadio Gasómetro, Buenos Aires Scheidsrechter: José Bartolomé Macías |
| 19 januari 1937 «onderlinge duels» | Carvalho Leite 36' Bahia 72' Niginho 77' |       | Villadóniga 1' Píriz 66' | Estadio Gasómetro, Buenos Aires Scheidsrechter: José Bartolomé Macías |

|                                    |                    |       |                        |                                                                       |
| 21 januari 1937 «onderlinge duels» | Peru               | 2 – 2 | Chili                  | Estadio Gasómetro, Buenos Aires Scheidsrechter: José Bartolomé Macías |
| 21 januari 1937 «onderlinge duels» | J. Alcalde 1', 26' |       | Torres 16' Carmona 70' | Estadio Gasómetro, Buenos Aires Scheidsrechter: José Bartolomé Macías |

|                                    |                        |       |                                   |                                                                |
| 23 januari 1937 «onderlinge duels» | Argentinië             | 2 – 3 | Uruguay                           | Estadio Gasómetro, Buenos Aires Scheidsrechter: Alfredo Vargas |
| 23 januari 1937 «onderlinge duels» | Varallo 63' Zozaya 68' |       | Ithurbide 5' Píriz 51' Varela 58' | Estadio Gasómetro, Buenos Aires Scheidsrechter: Alfredo Vargas |

|                                    |          |             |      |                                                                    |
| 24 januari 1937 «onderlinge duels» | Paraguay | 0 – 1       | Peru | Estadio Alvear y Tagle, Buenos Aires Scheidsrechter: Aníbal Tejada |
| 24 januari 1937 «onderlinge duels» |          | Lavalle 43' |      | Estadio Alvear y Tagle, Buenos Aires Scheidsrechter: Aníbal Tejada |

|                                    |            |       |          |                                                               |
| 30 januari 1937 «onderlinge duels» | Argentinië | 1 – 0 | Brazilië | Estadio Gasómetro, Buenos Aires Scheidsrechter: Aníbal Tejada |
| 30 januari 1937 «onderlinge duels» | García 48' |       |          | Estadio Gasómetro, Buenos Aires Scheidsrechter: Aníbal Tejada |

## Finale
Omdat Brazilië en Argentinië gelijk kwamen (doelsaldo telde niet) moesten zij een finale spelen.
|                                    |                       |            |          |                                                               |
| 1 februari 1937 «onderlinge duels» | Argentinië            | 2 – 0 (nv) | Brazilië | Estadio Gasómetro, Buenos Aires Scheidsrechter: Aníbal Tejada |
| 1 februari 1937 «onderlinge duels» | De la Mata 102', 112' |            |          | Estadio Gasómetro, Buenos Aires Scheidsrechter: Aníbal Tejada |

|                      |
| Vlag van Argentinië  |
| ARGENTINIË 5de titel |

## Doelpuntenmakers
7 doelpunten
- Raúl Toro

5 doelpunten
- Alberto Zozaya
- Severino Varela

4 doelpunten
- Luizinho
- Patesko

3 doelpunten
- Francisco Varallo
- Carvalho Leite
- Juan Píriz

2 doelpunten
- Vicente de la Mata
- Enrique García
- Alejandro Scopelli

- Niginho
- Roberto
- Aurelio González

- Amadeo Ortega
- Teodoro Fernández
- Jorge Alcalde

1 doelpunt
- Afonsinho
- Bahia
- Manuel Arancibia
- José Avendaño
- Arturo Carmona
- Guillermo Riveros

- Guillermo Torres
- Juan Amarilla
- Adolfo Erico
- Martín Flor
- Raúl Núñez Velloso
- Alejandro Villanueva

- Adolfo Magallanes
- Jose Maria Lavalle
- Adelaido Camaiti
- Eduardo Ithurbide
- Segundo Villadóniga

1916 · 
1917 · 
1919 · 
1920 · 
1921 · 
1922 · 
1923 · 
1924 · 
1925 · 
1926 · 
1927 · 
1929 · 
1935 · 
1937 · 
1939 · 
1941 · 
1942 · 
1945 · 
1946 · 
1947 · 
1949 · 
1953 · 
1955 · 
1956 · 
1957 · 
1959 · 
1959 · 
1963 · 
1967 · 
1975 · 
1979 · 
1983 · 
1987 · 
1989 · 
1991 · 
1993 · 
1995 · 
1997 · 
1999 · 
2001 · 
2004 · 
2007 · 
2011 · 
2015 · 
2016 ·
2019 ·
2021 ·
2024